# 土御門通行
土御門 通行（つちみかど みちゆき）は、鎌倉時代前期から中期にかけての公卿。内大臣・源通親の六男。官位は正二位・権大納言。

## 経歴
以下、『公卿補任』、『尊卑分脈』の内容に従って記述する。
建仁4年（1204年）1月5日、叙爵。建保4年（1216年）1月5日、従五位上に昇叙。建保5年（1217年）12月12日、侍従に任ぜられる。安貞元年（1227年）12月25日、左少将に任ぜられる。同年2月1日、上総権介を兼ねる。安貞3年（1229年）4月13日、正五位下に昇叙。寛喜2年（1230年）1月5日、従四位下に昇叙。同月24日、改めて左少将に任ぜられる。貞永2年（1233年）1月24日、能登介を兼ねる。文暦2年（1235年）1月23日、従四位上に昇叙。嘉禎3年（1237年）1月24日、正四位下に昇叙。嘉禎4年（1238年）2月6日、左中将に転任。仁治2年（1241年）3月1日、三河介を兼ねる。仁治3年（1242年）3月7日、蔵人頭に補される。
仁治3年（1242年）12月25日、参議に任ぜられる。左中将は元の如し。仁治4年（1243年）2月2日、遠江権守を兼ねる。同年閏7月27日、従三位に昇叙。宝治2年（1248年）1月13日、讃岐権守を兼ねる。同年7月17日、正三位に昇叙。建長2年（1250年）1月13日、権中納言に任ぜられ、帯剣を許される。建長3年（1251年）1月5日、従二位に昇叙。同月22日、右衛門督を兼ね、検非違使別当に補される。建長4年（1252年）12月8日、右衛門督と検非違使別当を辞した。建長6年（1254年）12月25日、権大納言に任ぜられ正二位に昇叙。正嘉3年（1259年）4月17日、権大納言を辞した。文永7年（1270年）6月30日、薨去。享年69。

## 系譜
- 父：源通親
- 母：承明門院尾張
- 妻：源師季[5]の娘
  - 男子：土御門通持